# Sierpińského prostor
Sierpinského prostor, pojmenovaný po Waclawovi Sierpinském, je topologický prostor sestávající ze dvou prvků, 0 a 1, který má pouze jednu uzavřenou jednoprvkovou podmnožinu. Je nejmenším topologickým prostorem, který není ani triviální, ani diskrétní. Využívá se ve formální sémantice a v teorii vyčíslitelnosti.

## Definice
Sierpinského prostor je topologický prostor na množině {0,1}, jehož otevřené podmnožiny jsou
{\displaystyle \{\varnothing ,\{1\},\{0,1\}\},}
a jehož uzavřené podmnožiny jsou
{\displaystyle \{\varnothing ,\{0\},\{0,1\}\}.}
Tedy jednoprvková množina {0} je uzavřená (a ne otevřená), jednoprvková množina {1} je pouze otevřená. Operátor uzávěru je v tomto prostoru definován takto:
{\displaystyle {\overline {\{0\}}}=\{0\},\qquad {\overline {\{1\}}}=\{0,1\}.}